# 李光新
李光新（935年之前—979年之後），是北宋初年党项族将领，本姓拓跋，是定难军节度使李彝殷的儿子，李光睿的二哥。
李光新的母亲是秦国太夫人渎氏，宋太祖乾德五年（967年）秋，李彝兴（李彝殷为宋太祖的父亲赵弘殷避讳）去世。太平兴国三年（978年），李克睿（李光睿为宋太宗赵光义避讳）去世，次年，李克睿之子李继筠去世。这时，李光新依然在世，担任定难节度使管内蕃汉都军指挥使，管理定难军的党项和汉族的军队。传世史料没有记载他的名字，他的弟弟李克睿生于935年，他生于此年之前。